# قطعنامه ۱۲۷۸ شورای امنیت
قطعنامه  ۱۲۷۸ شورای امنیت سازمان ملل متحد که در تاریخ ۳۰ نوامبر ۱۹۹۹ تصویب شد، سندی بین‌المللی دربارهٔ دیوان بین‌المللی دادگستری است. این قطعنامه طی نشست ۴۰۷۵ام    تصویب شد.